# Fabryka czekolady Hermann Prieß w Raciborzu
Fabryka czekolady Hermann Prieß – jeden z dawnych zakładów przemysłu spożywczego na terenie Raciborza funkcjonujący przed II wojną światową.
W 1886 roku przy ul. Staszica wybudowano fabrykę czekolady Hermann Prieß. W fabryce pracowało ok. 200 osób, a dodatkowo 30 osób pracowało w swoich domach. Dzienna produkcja wynosiła ok. 10 ton. Do połowy lat 90. XX w. w dawnym budynku fabryki przy ul. Staszica 22 mieściła się drukarnia.